# Groß Düben
Groß Düben (górnołuż. Dźěwinⓘ) – miejscowość i gmina w Niemczech, w kraju związkowym Saksonia, w okręgu administracyjnym Drezno, w powiecie Görlitz, wchodzi w skład wspólnoty administracyjnej Schleife.